# Henderson County (North Carolina)
Henderson County ist ein County im Bundesstaat North Carolina der Vereinigten Staaten. Der Verwaltungssitz (County Seat) ist Hendersonville.

## Geographie
Das County liegt im Westen von North Carolina, grenzt im Süden an South Carolina und hat eine Fläche von 971 Quadratkilometern, wovon 3 Quadratkilometer Wasserfläche sind. Es grenzt im Uhrzeigersinn an folgende Countys: Buncombe County, Rutherford County, Polk County und Transylvania County.
Henderson County ist in acht Townships aufgeteilt: Blue Ridge, Clear Creek, Crab Creek, Edneyville, Green River, Hendersonville, Hoopers Creek und Mills River.

## Geschichte
Das Henderson County wurde 1838 aus Teilen des Buncombe County gebildet. Benannt wurde es, ebenso wie die Bezirkshauptstadt Henderson, nach Leonard Henderson, einem vorsitzenden Richter am Obersten Gerichtshof (Supreme Court) von North Carolina.

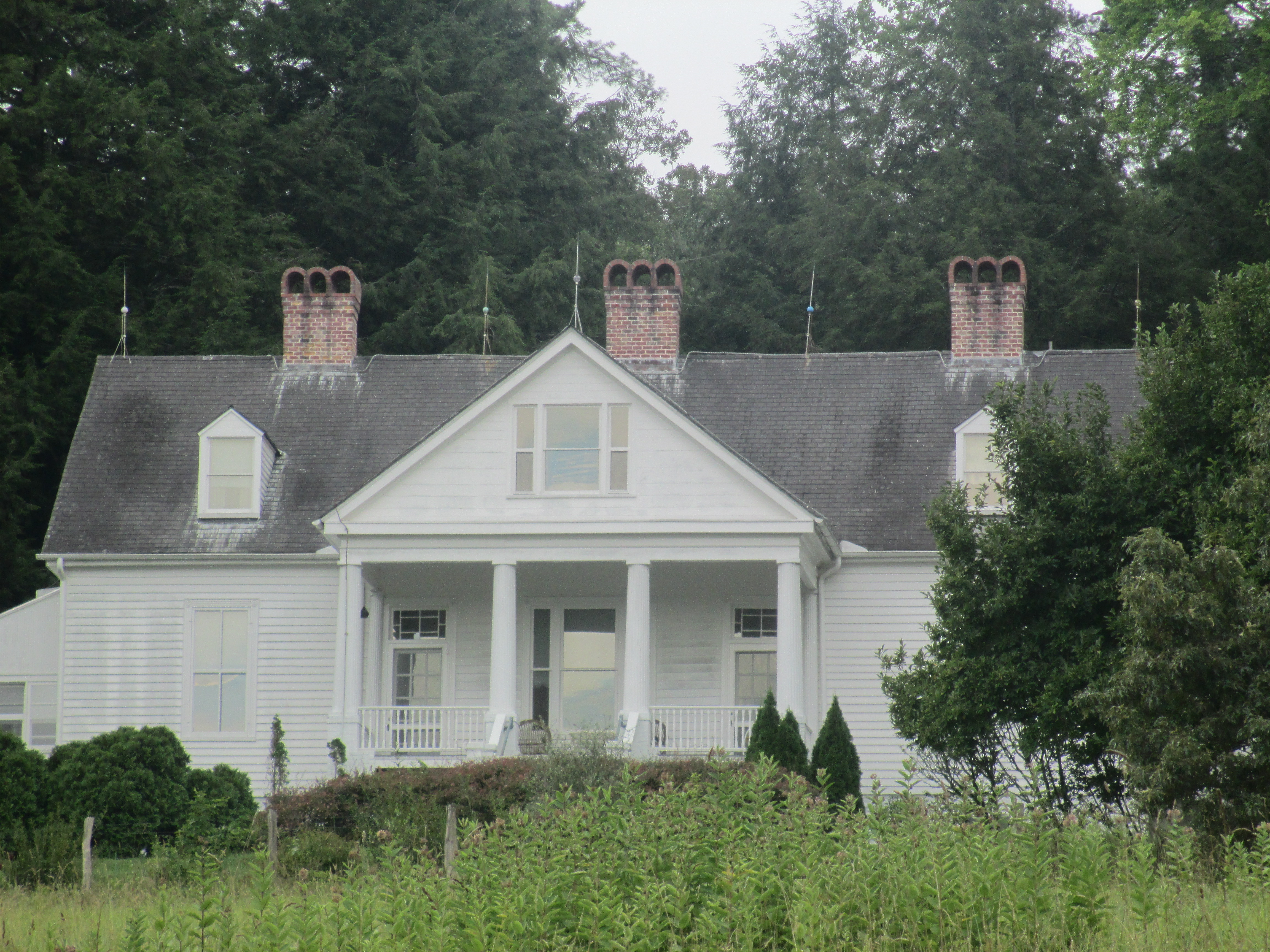
Die Carl Sandburg Home National Historic Site (2012)

Im County liegt eine National Historic Site, die Carl Sandburg Home National Historic Site. 35 Bauwerke und Stätten des Countys sind insgesamt im National Register of Historic Places eingetragen (Stand 21. Februar 2018).

## Demografische Daten
Nach der Volkszählung im Jahr 2000 lebten im Henderson County 89.173 Menschen. Davon wohnten 1.841 Personen in Sammelunterkünften, die anderen Einwohner lebten in 37.414 Haushalten und 26.339 Familien. Die Bevölkerungsdichte betrug 92 Einwohner pro Quadratkilometer. Ethnisch betrachtet setzte sich die Bevölkerung zusammen aus 92,52 Prozent Weißen, 3,06 Prozent Afroamerikanern, 0,27 Prozent amerikanischen Ureinwohnern, 0,61 Prozent Asiaten, 0,02 Prozent Bewohnern aus dem pazifischen Inselraum und 2,51 Prozent aus anderen ethnischen Gruppen; 1,01 Prozent stammten von zwei oder mehr Ethnien ab. 5,47 Prozent der Bevölkerung waren spanischer oder lateinamerikanischer Abstammung.
Von den 37.414 Haushalten hatten 26,0 Prozent Kinder unter 18 Jahren, die bei ihnen lebten. 58,6 Prozent davon waren verheiratete, zusammenlebende Paare, 8,4 Prozent waren allein erziehende Mütter und 29,6 Prozent waren keine Familien. 25,7 Prozent waren Singlehaushalte und in 12,4 Prozent lebten Menschen mit 65 Jahren oder älter. Die Durchschnittshaushaltsgröße betrug 2,33 und die durchschnittliche Familiengröße war 2,78 Personen.
20,8 Prozent der Bevölkerung waren unter 18 Jahre alt. 6,4 Prozent zwischen 18 und 24 Jahre, 26,1 Prozent zwischen 25 und 44 Jahre, 25,1 Prozent zwischen 45 und 64, und 21,7 Prozent waren 86 Jahre alt oder älter. Das Durchschnittsalter betrug 43 Jahre. Auf alle weibliche Personen kamen 93,8 männliche Personen. Auf alle Frauen im Alter von 18 Jahren oder darüber kamen 90,5 Männer.
Das jährliche Durchschnittseinkommen eines Haushalts betrug 38.109 US-Dollar und das jährliche Durchschnittseinkommen einer Familie betrug 44.974 $. Männer hatten ein durchschnittliches Einkommen von 31.845 $, Frauen 23.978 $. Das Prokopfeinkommen betrug 21.110 $. 9,7 Prozent der Bevölkerung und 6,8 Prozent der Familien lebten unterhalb der Armutsgrenze. 14,5 Prozent von ihnen waren Kinder und Jugendliche unter 18 Jahre und 8,3 Prozent waren 65 Jahre oder älter.